# Manganato de bario
El manganato de bario es un compuesto inorgánico de fórmula BaMnO4 que se utiliza como oxidante en química orgánica.  Pertenece a una clase de compuestos conocidos como manganatos, en los que el manganeso presenta un estado de oxidación +6. No debe confundirse con el permanganato, que contiene manganeso (VII).  El manganato de bario es un potente oxidante muy usado en síntesis orgánica y puede utilizarse en una amplia variedad de reacciones de oxidación.

## Propiedades
El ion manganato (VI) es d1 y tetraédrico, con ángulos de enlace de aproximadamente 109,5°. Las longitudes de enlace Mn-O en BaMnO4 y K2MnO4 son idénticas, 1,66 Å. En comparación, la longitud del enlace Mn-O en MnO2−
4es más larga, 1,56 Å, que en MnO4−, y más corta que el enlace Mn-O encontrado en MnO2, 1,89 Å.  El manganato de bario es isomorfo con el BaCrO4  y el BaSO4. El manganato de bario puede aparecer en forma de cristales de color azul oscuro, verde o negro. El manganato de bario es indefinidamente estable, activo y puede almacenarse durante meses en condiciones secas.

## Preparación
El manganato de bario se puede preparar a partir de manganato de potasio y cloruro de bario mediante metátesis de sal para dar manganato de bario insoluble: 
BaCl
2  + K
2MnO
4    →    2 KCl  +  BaMnO
4↓

## Aplicaciones
El manganato de bario oxida una serie de grupos funcionales de forma eficaz y selectiva: alcoholes a carbonilos, dioles a lactonas, tioles a disulfuros, aminas aromáticas a compuestos azoicos, hidroquinona a p-benzoquinona, bencilamina a benzaldehído, hidrazonas a compuestos diazoicos, etc. No oxida hidrocarburos saturados, alquenos, cetonas insaturadas ni aminas terciarias. El manganato de bario es un sustituto común del MnO2. Es más fácil de preparar, reacciona con mayor eficacia y las relaciones sustrato:oxidante se acercan más a la teoría.
Otro uso del manganato de bario era como reactivo en la síntesis del pigmento inorgánico azul de manganeso, que ya no se produce a escala industrial.